# Parafia św. Urszuli w Wilczynie
Parafia Świętej Urszuli w Wilczynie jest jedną z 6 parafii leżącą w granicach dekanatu kleczewskiego. Erygowana w XIII wieku.

## Proboszczowie i administratorzy
- ks. Kazimierz Kijański (1750–1770)[1]
- ks. kan. Józef Jeszke (1770–1785)[1]
- ks. Tomasz Chrzanowski (1785–1791)[1]
- ks. Stanisław Onufry Gruszczyński 1791–1825[1]
- ks. kan. Michał Odorowski 1825–1859[1]
- ks. Aleksander Szuszkowski  1859–1871[1]
- ks. Antoni Klawitter 1871–1873[1]
- ks. Antoni Trzeciak 1873–1889[1]
- ks. Adam Buchowski 1889–1894[1]
- ks. Franciszek Klimacki 1894–1895[1]
- ks. Bronisław Rokossowski 1895–1902[1]
- ks. Franciszek Rusin 1902[1]
- ks. Aleksander Wiszniewski 1902–1907[1]
- ks. Franciszek Jasiński 1907–1911[1]
- ks. Aleksander Żurawski 1911–1916[1]
- ks. Henryk Nowierski 1916[1]
- ks. Stanisław Kołodziejczyk 1916–1923[1]
- ks. Stanisław Dziennicki 1923–1931[1]
- ks. Józef Markowski 1932–1939[1]
- ks. Franciszek Andrzejak 1939–1942[1]
- ks. Antoni Wesołowski V 1945[1]
- ks. Franciszek Karoń 1945–1947[1]
- ks. Franciszek Bierut 194–1950[1]
  - Ks. Stanisław Walczak MSF XI 1950–IV 1951[1]
  - Ks. Jan Grzyb IV 1951–VII 1951[1]
  - Ks. Józef Sobieraj VIII 1951–-IX 1952[1]
- ks. Franciszek Bierut X 1952-1956[1]
- ks. Feliks Grzelka 1956–1977[1]
- ks. kan. Ryszard Maciejowski 1977–1984[1]
- ks. Eugeniusz Twardowski 1984–1993[1]
- ks. prał. Franciszek Wlazło 1993–2009[1]
- ks. Waldemar Mazur (2009–2025)[2]
- ks. Konstanty Mrozek (2025–  )[3]

## Dokumenty
Księgi metrykalne: 
- ochrzczonych od 1945 roku
- małżeństw od 1945 roku
- zmarłych od 1945 roku